# Kuku (langue)
Pour les articles homonymes, voir Kuku.
Le kuku (autonyme : kutu na Kuku [kʊ́tʊ́k nà kùkù]) est une langue nilo-saharienne de la branche des langues nilotiques orientales parlée dans le Soudan du Sud, ainsi qu'en Ouganda.

## Classification
Le kuku est une langue nilo-saharienne classée dans le sous-groupe nilotique oriental, rattaché aux langues soudaniques orientales.
Le kuku est une des langues bari avec le bari, le kakwa ainsi que le mandari, le nyangwara, le ngyepu et le pöjulu. Voßen traite ces parlers comme des dialectes du bari, mais utilise aussi le terme de langues bari pour les désigner.

## Écriture
Le kuku est écrit avec une orthographe proche mais distincte de l’orthographe bari, en particulier après la révision de celle-ci durant l’atelier des langues de Juba de 2006.

## Phonologie
Les tableaux présentent les voyelles et les consonnes du kuku. Le système phonologique est semblable à celui des autres langues bari.

### Voyelles
|         | Antérieure  | Centrale | Postérieure |
| ------- | ----------- | -------- | ----------- |
| Fermée  | i [i] ɪ [ɪ] |          | u [u] ʊ [ʊ] |
| Moyenne | e [e] ɛ [ɛ] | ö [-]    | o [o] ɔ [ɔ] |
| Ouverte |             | a [a]    |             |

### Deux types de voyelles
Le kuku, comme toutes les langues bari, différencie les voyelles selon leur lieu d'articulation. Elles sont soit prononcées avec l'avancement de la racine de la langue, soit avec la rétraction de la racine de la langue.
Les voyelles avec avancement de la racine de la langue sont [i], [e], [o], [ö], [u].
Les voyelles avec rétraction de la racine de la langue sont [ɪ], [ɛ], [ɔ], [a], [ʊ]

### Consonnes
|              |              | Labiales | Alvéolaires | Latérales | Dorsales | Dorsales | Glottales |
| ------------ | ------------ | -------- | ----------- | --------- | -------- | -------- | --------- |
| Palatales    | Vélaires     | Labiales | Alvéolaires | Latérales |          |          | Glottales |
| Occlusives   | Sourde       | p [p]    | t [t]       |           |          | k [k]    | ʔ [ʔ],    |
| Occlusives   | Sonore       | b [b]    | d [d]       |           |          | g [g]    |           |
| Occlusives   | Implosive    | ɓ [ɓ]    | ɗ [ɗ]       |           | ʾy [ʄ]   |          |           |
| Fricative    | Fricative    |          |             | s [s]     |          |          |           |
| Affriquée    | Affriquée    |          |             |           | j [d͡ʒ]   |          |           |
| Nasale       | Nasale       | m [m]    | n [n]       |           | ɲ [ɲ]    | ŋ [ŋ]    |           |
| liquide      | liquide      |          | r [r]       | l [l]     |          |          |           |
| Semi-voyelle | Semi-voyelle | w [w]    |             |           | y [j]    |          |           |

1. ↑  Le statut de phonème du coup de glotte est incertain.

### Unelangue tonale
Le kuku compte quatre tons, haut, bas, moyen et haut-bas.

## Sources
- (en) Laboka Basil Modi Aburii, ISO 639-3 Registration Authority, Request for Change to ISO 639-3 Language Code (no 2019-045), mai 2019 (présentation en ligne, lire en ligne)
- (en) Kevin Bretonnel Cohen, Aspects of the Grammar of Kukú, LINCOM Europa, 2000 (ISBN 9783895862762)
- (en) Stanley Mogga Josephson et Ben Kei Daniel Motidyang, Pipilet: Basic Kuku Dialect, FriesenPress, 2012 (ISBN 9781460205846)
- (en) Rainer Voßen, The Eastern Nilotes : Linguistics and Historical Reconstructions, Berlin, Dietrich Raimer, coll. « Kölner Beiträge zur Afrikanistik » (no 9), 1982, 512 p. (ISBN 3-496-00698-6, OCLC 468492076, BNF 37406460).